# Top Priority
Top Priority es el octavo álbum de estudio del guitarrista irlandés de blues rock Rory Gallagher, publicado en 1979 por Chrysalis Records, convirtiéndose en el último con esta casa discográfica tanto en el Reino Unido como en los Estados Unidos. Tras incluir influencias del jazz y del rhythm and blues en los discos anteriores, para este trabajo decidió retornar al blues rock y en adición a ello introdujo elementos del rock, de ahí el título del disco.
Alcanzó el puesto 56 en los UK Albums Chart del Reino Unido y obtuvo el lugar 140 en la lista Billboard 200 de los Estados Unidos. En 2005 y luego de ser relanzado fue certificado con disco de plata por la British Phonographic Industry, tras superar las 60 000 copias vendidas.
Cabe mencionar que el tema «Philby» está basado en el británico Kim Philby, que trabajó como agente doble para la Unión Soviética durante la Guerra Fría. Para esta canción utilizó una sitar eléctrica para dar un toque oriental y que la consiguió con Pete Townshend, guitarrista de The Who.
En 1999 fue remasterizado por Buddah Records que incluyó dos pistas adicionales; «Hell Cat» y «The Watcher». Mientras que en otras ediciones también publicadas en dicho año, fue incluida «Nothing But the Devil», que grabó en la Radio Capitol el 18 de marzo de 1980.

## Lista de canciones
Todas las canciones escritas por Rory Gallagher.

| N.º | Título               | Duración |  |
| 1.  | «Follow Me»          | 4:40     |  |
| 2.  | «Philby»             | 3:51     |  |
| 3.  | «Wayward Child»      | 3:31     |  |
| 4.  | «Key Chain»          | 4:09     |  |
| 5.  | «At the Depot»       | 2:56     |  |
| 6.  | «Bad Penny»          | 4:03     |  |
| 7.  | «Just Hit Town»      | 3:37     |  |
| 8.  | «Off the Handle»     | 5:36     |  |
| 9.  | «Public Enemy No. 1» | 3:46     |  |

| Pista adicional en reedición CD de 1999 - ciertas ediciones |                         |          |  |
| N.º                                                         | Título                  | Duración |  |
| 10.                                                         | «Nothing But the Devil» | 3:41     |  |

| Pistas adicionales en reedición CD de 1999 |               |          |  |
| N.º                                        | Título        | Duración |  |
| 10.                                        | «Hell Cat»    | 4:50     |  |
| 11.                                        | «The Watcher» | 5:46     |  |

## Músicos
- Rory Gallagher: voz, guitarra eléctrica y sitar eléctrico en «Philby»
- Gerry McAvoy: bajo
- Ted McKenna: batería